# Gärtnervögel
Die Gärtnervögel (Amblyornis) sind eine Gattung der Laubenvögel. Sie werden gelegentlich auch als Gärtnerlaubenvögel bezeichnet.
Es werden vier Arten dieser Gattung zugerechnet. Sie kommen ausschließlich auf Neuguinea vor und besiedeln zum Teil sehr abgeschiedene Bergregionen. Alle weisen ein Balzverhalten auf, zu dem der Bau einer Laube durch das Männchen gehört und werden von der IUCN als nicht gefährdet (least concern) eingestuft.
Im Vergleich zu den in Australien vorkommenden Chlamydera-Arten oder dem Seidenlaubenvogel sind die zu dieser Gattung gehörenden Art auf Grund des schlechter zugänglichen Verbreitungsgebiets auf Neuguinea vergleichsweise wenig erforscht. So sind beispielsweise die Nahrungsweise und Details der Fortpflanzung beim Rothaubengärtner noch ungeklärt. Der Gelbscheitelgärtner wurde 1895 anhand einiger Vogelbälge wissenschaftlich beschrieben, lebende Individuen jedoch erst 1982 im Fojagebirge beobachtet. Erst 2005 gelang es, einige Individuen auch zu fotografieren.

## Stellung innerhalb der Familie der Laubenvögel
Die Amblyornis-Arten sind eng verwandt mit dem Säulengärtner, dem einzigen Vertreter der Gattung Prionodura, und den beiden Arten der Gattung Archboldia. Alle Arten dieser drei Gattungen bauen Lauben und zwar vom Typus Maibaum.

## Merkmale der Gattung

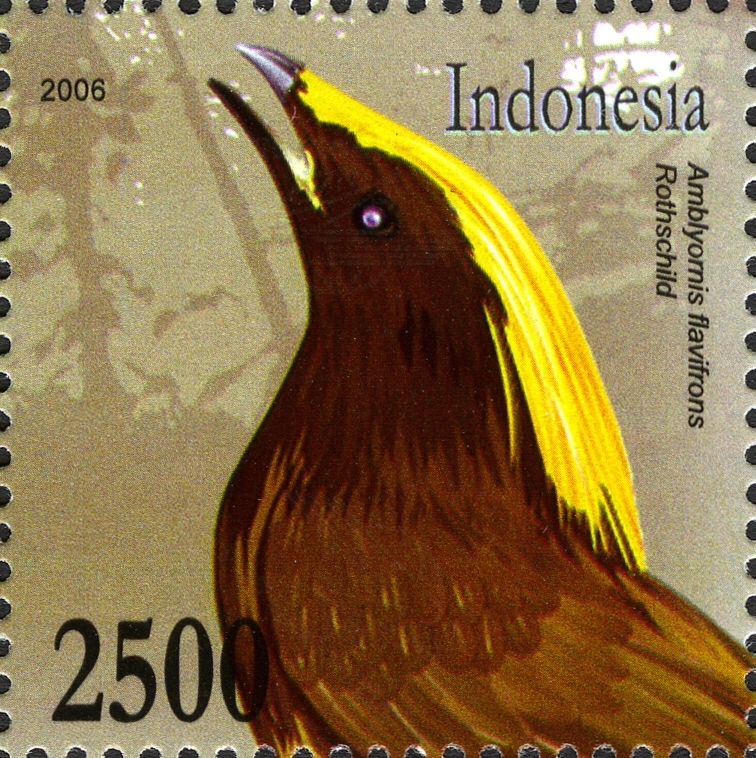
Gelbscheitelgärtner-Männchen als Motiv einer indonesischen Briefmarke

Die Arten der Gattung Chlamydera sind mit einer Körpergröße zwischen 24 und 26 Zentimeter kleine Laubenvögel. Der Goldhaubengärtner ist mit seiner Körperlänge von bis zu 26 Zentimeter der größte Vertreter dieser Gattung.
Der Schnabel ist kräftig und bei allen Arten von dunkler Farbe. Er ist bei drei Arten geringfügig kürzer als der Kopf und lediglich beim bislang nur wenig untersuchten Gelbscheitelgärtner geringfügig länger. Das Ende des Schwanzgefieders ist leicht gerundet, die Steuerfedern sind etwas gestuft und im Verhältnis zur Körperlänge vergleichsweise kurz. Die Flügel sind im Vergleich zur Körpergröße kurz und gerundet. Die Zahl der Armschwingen beträgt 12. Die Läufe entsprechen in ihrer Länge etwa 37 Prozent der Flügellänge, was im Vergleich zu den Arten innerhalb der Familie der Laubenvögel durchschnittlich ist.
Der Geschlechtsdimorphismus ist beim Hüttengärtner kaum ausgeprägt. Bei den anderen drei Arten hat das adulte Männchen eine sich vom übrigen Körpergefieder stark abhebende Federhaube. In der Körpergröße entsprechen sich die beiden Geschlechter.

## Arten und ihr jeweilige Verbreitungsgebiet

Karte Neuguineas

Es werden die folgenden vier Arten unterschieden:
- Gelbscheitelgärtner (Amblyornis flavifrons) – Vorkommen im Gebiet des Fojagebirges nördlich des Mambaramobeckens und westlich der Provinzhauptstadt Jayapura im Norden von Westneuguinea. Der Lebensraum des Gelbscheitelgärtners sind Bergregenwälder, die von Araukarien, Lithocarpus, Scheinbuchen und Steineiben dominiert sind. Gelbscheitelgärtner halten sich meist im mittleren bis unteren Baumkronenbereich auf. Abgesehen von den laubenbauenden Männchen kommen sie nur selten auf den Boden.[7]
- Goldhaubengärtner (Amblyornis macgregoriae) – Vorkommen in sieben Unterarten, die in Westneuguinea westlich des Weylandgebirges sowie in Papua-Neuguinea im Adelbert-Gebirge, der Huon-Halbinsel sowie dem Mount Bosavi in einer Höhe von 1600 bis 3300 m NN beheimatet sind. Das Verbreitungsgebiet des Goldhaubengärtners überlappt sich teilweise mit dem des Rothaubengärtners, der ansonsten in niedrigeren Höhenlagen vorkommt.[8]
- Hüttengärtner (Amblyornis inornata) – Vorkommen im Westen Neuguineas. Der Hüttengärtner besiedelt hier vier disjunkte Regionen. Auf dem Vogelkop besiedelt der Hüttengärtner das Tamrau-Gebirge im Nordwesten sowie das durch das Kebartal getrennte Arfakgebirge im Nordosten. Im Arfakgebirge kommt der Hüttengärtner in Höhenlagen zwischen 1200 und 2000 Metern vor, im Tamrau-Gebirge dagegen zwischen 1460 und 1830 Höhenmetern. Weiter nordöstlich von der Vogelkop-Halbinsel kommt er im Gebirge Wondiwoi auf der Wandammenhalbinsel (Höhenverbreitung 1160 bis 2075 Meter) vor. Zwei weitere Verbreitungsgebiete liegen im Südwesten Neuguineas. Hüttengärtner besiedeln Gebirge im Regierungsbezirk Fakfak, wo sie zwischen 1000 und 1300 Höhenmetern vorkommt und das Kumawa-Gebirge.[9]
- Rothaubengärtner (Amblyornis subalaris) – Vorkommen auf der südöstlichen Halbinsel Neuguineas. Das Verbreitungsgebiet erstreckt sich vom Nordwesten Port Moresbys über die Milne-Bucht bis zum Mount Suckling.[10]

## Fortpflanzung

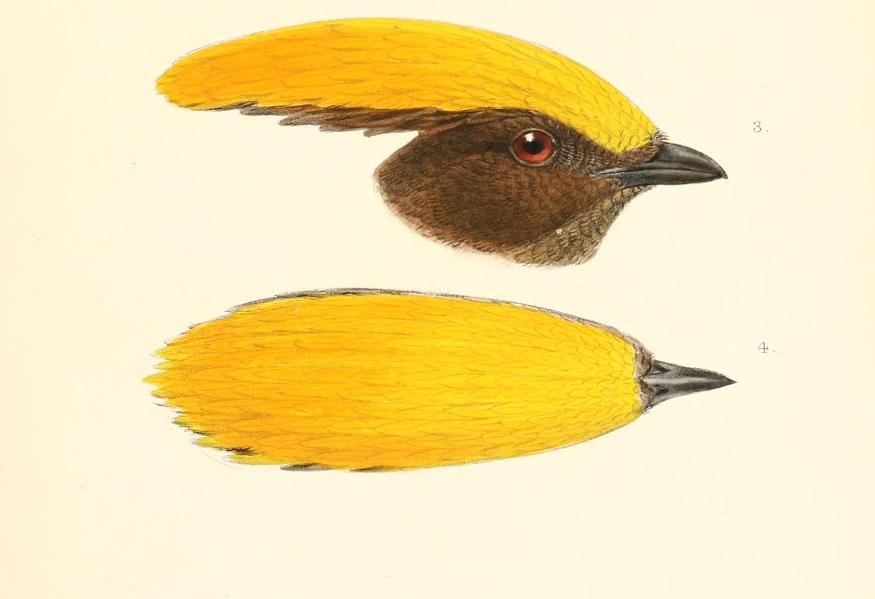
Gelbscheitelgärtner (Kopfprofil und Oberkopf des Männchens)

Die Männchen sind bei allen Arten vermutlich polygyn, das heißt, sie paaren sich mit mehreren Weibchen. Bei den intensiver untersuchten Arten ist diese Polygamie sicher, beim wenig erforschten Gelbscheitelgärtner wird sie vermutet.
Das Weibchen baut alleine das Nest, bebrütet alleine das Gelegen und zieht allein die Jungvögel auf. Die Männchen werben um die Weibchen mit dem Bau von Lauben, die wie beim Säulengärtner zum Typus „Maibaum“ gehören. Im Vergleich dem Goldhauben- und dem Gelbscheitelgärtner gehört die Laube des Rothaubengärtners gemeinsam mit dem Hüttengärtner zu den vergleichsweise komplexeren Konstruktionen. Beide letzteren Arten bauen einen Maibaum, der von einer hüttenartigen Konstruktion überwölbt ist.

### Laube und Laubenbau
Der Maibaum des Goldhaubengärtners, der als eine der einfacheren Konstruktionen bei den Gärtnervögeln gilt, erreicht eine Höhe von 30 Zentimeter bis 3 Metern und hat einen Durchmesser zwischen 20 und 50 Zentimeter. Errichtet wird er an einem schlanken Baumstamm (alternativ einen Baumfarn), der eine Höhe von einem bis fünf Meter hat. Die Konstruktion besteht aus zahlreichen kleinen Ästchen, die übereinander gefügt werden. Die Moosplattform rund um den Maibaum habe ein Durchmesser von etwa einem Meter. Sie wird von einem erhöhten Moosrand abgeschlossen, der etwa 22 Zentimeter breit ist und 5 bis 75 Zentimeter höher ist als die Moosplattform.

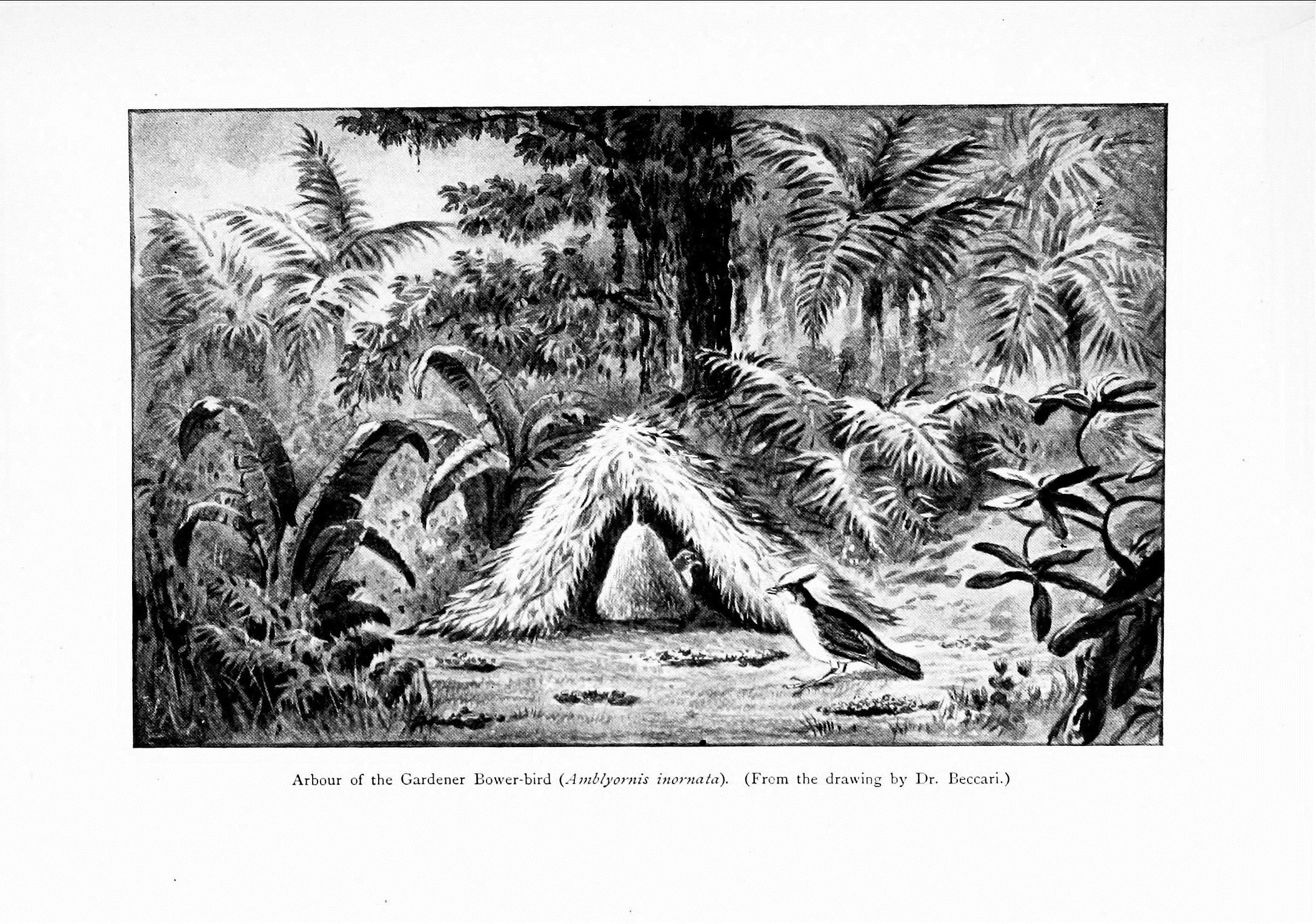
Darstellung einer Laube des Hüttengärtners aus dem Jahre 1921

Beim Hüttengärtner treten dagegen zwei verschiedene Konstruktionen der Laube auf. Die im Südwesten Neuguineas lebenden Populationen bauen einen Maibaum, der dem des Goldhaubengärtners in seinem Grundprinzip entspricht. Der Maibaum hat allerdings eine Höhe von durchschnittlich zwei Metern. Auch bei dieser Art umgibt eine Moosplattform den Maibaum. Die Lauben der nordwestlichen Populationen des Hüttengärtners folgen dem Prinzip eines zentralen Maibaumes, er ist jedoch überdacht von einem hüttenartigen Dach mit Öffnung zu einer großen zentralen Tenne. Im Arfakgebirge maßen diese Eingänge zwischen 18 und 38 Zentimeter und waren zwischen 20 und 28 Zentimeter hoch. Einige wenige Lauben, die im Arfakgebirge gefunden wurden, hatten außerdem einen zweiten, kleineren Eingang im Laubendach. Das zentrale Element ist häufig 60 bis 90 cm hoch und die Bodenfläche misst bis zu 1,5 m im Durchmesser. Eine besonders große Laube im Tamrau-Gebirge wurde von zwei Baumsprösslingen gestützt und deckte eine Grundfläche von 3 mal 2 Metern ab. Die Höhe betrug 1,5 Meter.
Als komplexeste Konstruktion innerhalb der Gattung gilt die Laube des Rothaubengärtners. Über dem vergleichsweise niedrigen Maibaum befindet sich eine hüttenartige Struktur von Ästchen. Die gesamte Konstruktion ist zwischen 60 und 80 Zentimeter hoch und zwischen 90 und 120 Zentimeter breit. Die hüttenartige Struktur öffnet sich vorne zu einer kleinen Plattform, links und rechts davon befindet sich jeweils ein tunnelartiger Eingang in die Hütte, der je 10 bis 12 Zentimeter breit ist.

### Schmuck der Laube
Bei allen Gärtnervögeln hat man auch einen Schmuck der Laube beobachtet. Auf Grund der Abgeschiedenheit ihrer jeweiligen Verbreitungsgebiete sind vom Menschen hergestellte Dekorationsobjekte, die bei den in Australien verbreiteten Laubenvögeln häufiger zu finden sind, sehr selten. Sie nutzen in der Regel nur Objekte, die in ihrer natürlichen Umgebung vorkommen.
Der Rothaubengärtner beispielsweise verwendet als Schmuck seiner Laube zahlreiche blaue, violette, mauvefarbene, rote, gelbe und cremefarbene Früchte, Blüten und Blätter. Diese werden meist am Maibaum abgelegt. Größere Früchte, Blüten, Blätter sowie die Deckflügel von Käfern, Stücke von Baumharz und Pilze werden vor der Hütte und auch auf dem Dach der Hütte abgelegt. Die einzelnen Schmuckobjekte sind häufig nach ihrer Farbe sortiert. Der Hüttengärtner nutzt neben Früchten auch Blumen, Federn, Insektenflügel, Harz, Beeren und Pilze, um mit diesen ihre Laube zu schmücken. Bei den südwestlichen Populationen konnte eine Präferenz für blaue Schmuckobjekte belegt werden und das die Zahl der blauen Schmuckobjekte einen Einfluss auf den Paarungserfolg hat. Bei 16 beobachteten Lauben des Hüttengärtners im Arfakgebirge kam es nur bei acht der Männchen zu einer Paarung mit einem Weibchen. Auf die drei erfolgreichsten Männchen kamen 60 Prozent aller Paarungen. Sie unterschieden sich von den nicht erfolgreichen Männchen durch die Größe ihrer Laube und hatten im Vergleich zu den anderen Männchen mehr blaue Dekorationsobjekte verbaut.

### Bemalen der Laube
Ein Bemalen der Laube, das bei einigen anderen Arten der Laubenvögel nachgewiesen ist, konnte bei Gärtnervögeln noch nicht eindeutig nachgewiesen werden. Ein Männchen des Goldhaubengärtners wurde aber dabei beobachtet, dass es weißliche Blätter zerkaute und diese dann an die Enden von den Ästchen hing, aus denen der Maibaum konstruiert war.

### Nest und Brut
Über die Brutbiologie des Gelbscheitelgärtners ist nichts bekannt. Bislang wurde noch nicht einmal ein Nest dieser Art gefunden. Vermutlich läuft das Brutgeschäft bei ihm jedoch nicht anders ab als bei den anderen Gärtnervögeln: Das Weibchen baut in den Kronen von Schraubenbäumen, in Baumfarnen und in Baumsprösslingenein ein napfförmiges Nest. Das Nest befindet sich in geringer Höhe über dem Erdboden – häufig sind es nur zwei bis drei Meter. Das Gelege besteht nur aus einem einzelnen Ei. Das Weibchen füttert die Nestlinge mit Früchten und Insekten wie Singzikaden und Ameisen.

## Einzelbelege
1. ↑  Rowland: Bowerbirds. S. 114–116.
2. ↑   Frith: The Bowerbirds - Ptilonorhynchidae. S. 287.
3. ↑   Frith: The Bowerbirds - Ptilonorhynchidae. S. 297.
4. ↑   Erste Aufnahme des Gelbscheitelgärtners aus dem Jahre 2005, aufgerufen am 18. April 2017
5. 1 2 3   Frith: The Bowerbirds - Ptilonorhynchidae. S. 275.
6. ↑   Handbook of the Birds of the World zum Rothaubengärtnerl, aufgerufen am 17. April 2017
7. ↑   Frith: The Bowerbirds - Ptilonorhynchidae. S. 298.
8. 1 2   Frith: The Bowerbirds - Ptilonorhynchidae. S. 289.
9. ↑   Frith: The Bowerbirds - Ptilonorhynchidae. S. 290.
10. ↑   Frith: The Bowerbirds - Ptilonorhynchidae. S. 277.
11. 1 2 3   Frith: The Bowerbirds - Ptilonorhynchidae. S. 288.
12. ↑   Frith: The Bowerbirds - Ptilonorhynchidae. S. 280.
13. ↑   Frith: The Bowerbirds - Ptilonorhynchidae. S. 292.
14. ↑   Frith: The Bowerbirds - Ptilonorhynchidae. S. 295.
15. ↑   Frith: The Bowerbirds - Ptilonorhynchidae. S. 281.
16. ↑   Frith: The Bowerbirds - Ptilonorhynchidae. S. 299.